# Suiza en la era napoleónica
Durante las Guerras Revolucionarias Francesas, el ejército revolucionario marchó hacia el este, envolviendo a Suiza en sus batallas contra Austria. En 1798, Suiza fue completamente invadida por los franceses y fue renombrada como República Helvética, la cual se enfrentó a graves problemas económicos y políticos. En 1798, el país se convirtió en un verdadero campo de batalla, culminando con las Batallas de Zúrich en 1799.
En 1803, el Acta de Mediación de Napoleón restableció la Confederación Suiza, en la cual se restauró parcialmente la soberanía de los cantones, y los antiguos territorios tributarios y aliados de Argovia, Turgovia, Graubünden, San Galo, Vaud y Tesino se convirtieron en cantones.
El Congreso de Viena de 1815 restableció completamente la independencia de Suiza y las potencias europeas acordaron reconocer permanentemente su neutralidad. En este momento, Suiza vio acrecentado su territorio por última vez, incorporando los nuevos cantones de Valais, Neuchâtel y Ginebra.
La Restauración, la época previa a la Sonderbundskrieg, estuvo marcada por la agitación, en la cual la población rural luchó contra el yugo de los centros urbanos, por ejemplo, en el Züriputsch de 1839.

## Caída del Antiguo Régimen

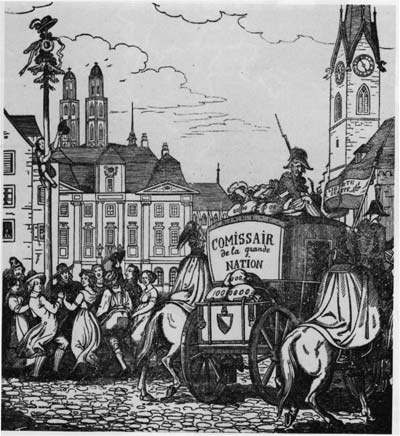
Los habitantes de Zúrich celebran bailando alrededor de un Arbre de la liberté en Münsterhof, mientras los franceses se llevan el tesoro (xilografía de 1848).

Durante los últimos años del Antiguo Régimen, los crecientes conflictos en toda la Confederación (aristocráticos contra campesinos, protestantes contra católicos y cantón contra cantón) habían debilitado y distraído a la Dieta. En París, el Club Helvético, fundado en 1790 por varios valdenses y friburgueses exiliados, fue el centro desde el que se difundieron las ideas de la Revolución Francesa en la parte occidental de la Confederación. Durante los siguientes ocho años surgieron revueltas en toda la Confederación y, a diferencia de las anteriores, muchas tuvieron éxito. En 1790, el Bajo Valais se levantó contra los distritos superiores. En 1791, Porrentruy se rebeló contra el obispado de Basilea y, en noviembre de 1792, se convirtió en la república de Rauracian, en 1793, hubo una rebelión en el departamento francés del Mont Terrible. En 1795, San Galo se rebeló con éxito contra el príncipe abad. Estas revueltas fueron apoyadas o alentadas por Francia, pero el ejército francés no atacó directamente a la Confederación.
Sin embargo, tras el éxito de Francia en la Guerra de la Primera Coalición (1792-1797) contra los ejércitos aristocráticos de Prusia y Austria, el gobierno francés consideró que había llegado el momento de emprender acciones directas contra el aristocrático Ancien Régime en Suiza. En 1797, los distritos de Chiavenna, Valtelina y Bormio, dependencias de las Tres Ligas (un asociado de la Confederación), se rebelaron incitados por Francia. Fueron rápidamente invadidos y anexados a la República Cisalpina el 10 de octubre de 1797. En diciembre del mismo año, el obispado de Basilea fue ocupado y anexado. El 9 de diciembre de 1797, Frédéric-César de La Harpe, miembro del Club Helvético de Vaud, pidió a Francia que invadiera Berna para proteger Vaud. Al presentarse una oportunidad para eliminar a un vecino feudal y obtener la riqueza de Berna, Francia aceptó. En febrero de 1798, las tropas francesas ocuparon Mulhouse y Biel/Bienne. Mientras tanto, otro ejército entró en Vaud, fundando la República Lemánica. La Dieta se disolvió consternada sin tomar ninguna medida para evitar la anexión. El 5 de marzo, las tropas entraron en Berna, la cual fue abandonada por sus aliados y quienes estaban sufriendo disputas internas. Tras la batalla de Grauholz y la muerte de Karl Ludwig von Erlach, la resistencia contra los franceses fue aplacada. Con Berna, bastión del partido aristocrático, en manos revolucionarias, la vieja Confederación se derrumbó. En un mes, la Confederación estaba bajo control francés y todos los miembros asociados de la Confederación se habían ido.

## República Helvética

Bandera de la República Helvética

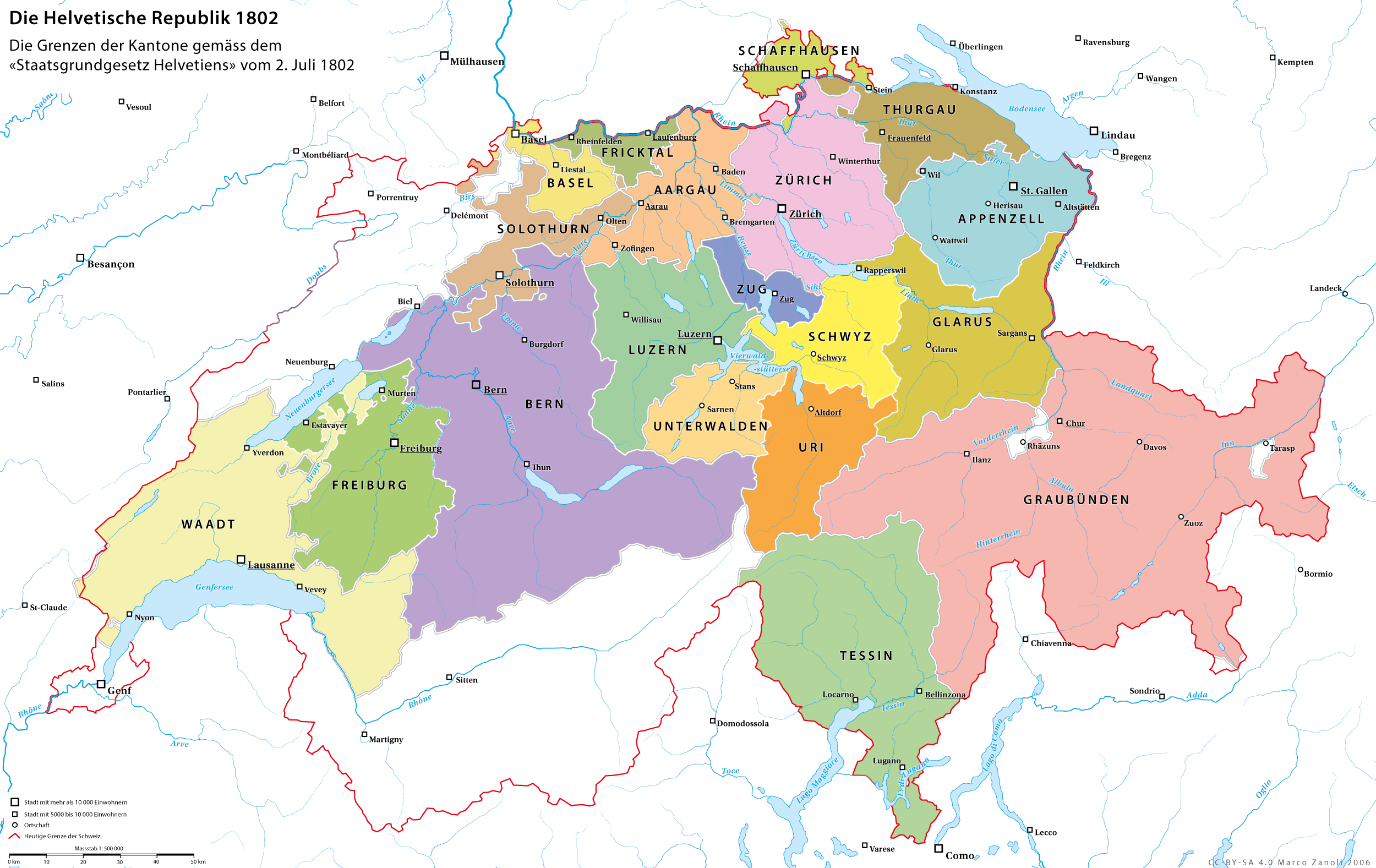
República Helvética, con las fronteras según la Segunda Constitución Helvética del 25 de mayo de 1802

El 12 de abril de 1798, 121 diputados cantonales proclamaron la República Helvética, constituida como «Una e Indivisible». El nuevo régimen abolió la soberanía cantonal y los derechos feudales. Las fuerzas de ocupación establecieron un estado centralizado basado en las ideas de la Revolución Francesa.
Antes de la República Helvética, cada cantón individual había ejercido soberanía completa sobre su propio territorio o territorios. Había existido poca autoridad central, y los asuntos relacionados con el país en su conjunto se limitaban principalmente a la Dieta, una reunión de los principales representantes de los cantones.
La constitución de la República Helvética fue diseñada principalmente por Peter Ochs, un magistrado de Basilea. Estableció una legislatura central bicameral que incluía el Gran Consejo (con 8 miembros por cantón) y el Senado (4 miembros por cantón). El ejecutivo, conocido como Directorio, estaba compuesto por 5 miembros. La Constitución también estableció la ciudadanía suiza, a diferencia de la ciudadanía del cantón de nacimiento. Con la ciudadanía suiza llegó la libertad absoluta de establecerse en cualquier cantón, las comunas políticas ahora estaban compuestas por todos los residentes, y no solo por los burgueses. Sin embargo, la tierra y la propiedad de la comunidad permanecieron en manos de los antiguos burgueses locales que se reunieron en la Bürgergemeinde.
No existía un acuerdo general sobre el futuro de Suiza. Los grupos dirigentes se dividieron en unitarios, que querían una república unida, y los federalistas, que representaban a la vieja aristocracia y exigían el retorno de la soberanía cantonal. Los intentos de golpe se hicieron frecuentes y el nuevo régimen tuvo que depender de los franceses para sobrevivir. Además, las fuerzas de ocupación saquearon muchas ciudades y pueblos. Esto dificultó el establecimiento de un nuevo Estado funcional.
Muchos ciudadanos suizos se opusieron a estas ideas "progresistas", particularmente en las áreas centrales del país. Algunos de los aspectos más controvertidos del nuevo régimen limitaban la libertad de culto, lo que indignó a muchos de los ciudadanos más devotos. Se produjeron varios levantamientos, como en los tres cantones forestales (Uri, Schwyz y Unterwalden) que se rebelaron a principios de 1798. Los rebeldes de Schwyz, bajo Alois von Reding, fueron aplastados por los franceses en las alturas de Morgarten en abril y mayo, al igual que los de Unterwalden en agosto y septiembre. Debido a la destrucción y el saqueo, los suizos pronto se volvieron en contra de los franceses.
Después del levantamiento de los Cantones Forestales, algunos cantones se fusionaron, reduciendo así su efectividad anti-centralista en la legislatura. Uri, Schwyz, Zug y Unterwalden se convirtieron en el cantón de Waldstätten; Glaris y Sarganserland se convirtieron en el cantón de Linth; Appenzell y San Galo se combinaron como el cantón de Säntis.

### Guerras revolucionarias francesas en Suiza
En 1799, Suiza se convirtió en un campo de batalla para los ejércitos de Francia, Suiza y el Imperio Ruso, con los locales apoyando principalmente a estos dos últimos, rechazando los llamados a luchar con los ejércitos franceses en nombre de la República Helvética.

#### Batalla de Winterthur (1799)
La batalla de Winterthur (27 de mayo de 1799) fue una acción importante entre parte del ejército del Danubio (el ejército de Masséna en Suiza) y parte del ejército de los Habsburgo, comandado por el suizo Friedrich Freiherr von Hotze. Winterthur se encuentra a 18 kilómetros al noreste de Zúrich. Debido a su posición en un cruce de siete caminos, el ejército que controlara la ciudad controlaba el acceso a la mayor parte de Suiza y los puntos que cruzaban el Rin hacia el sur de Alemania.

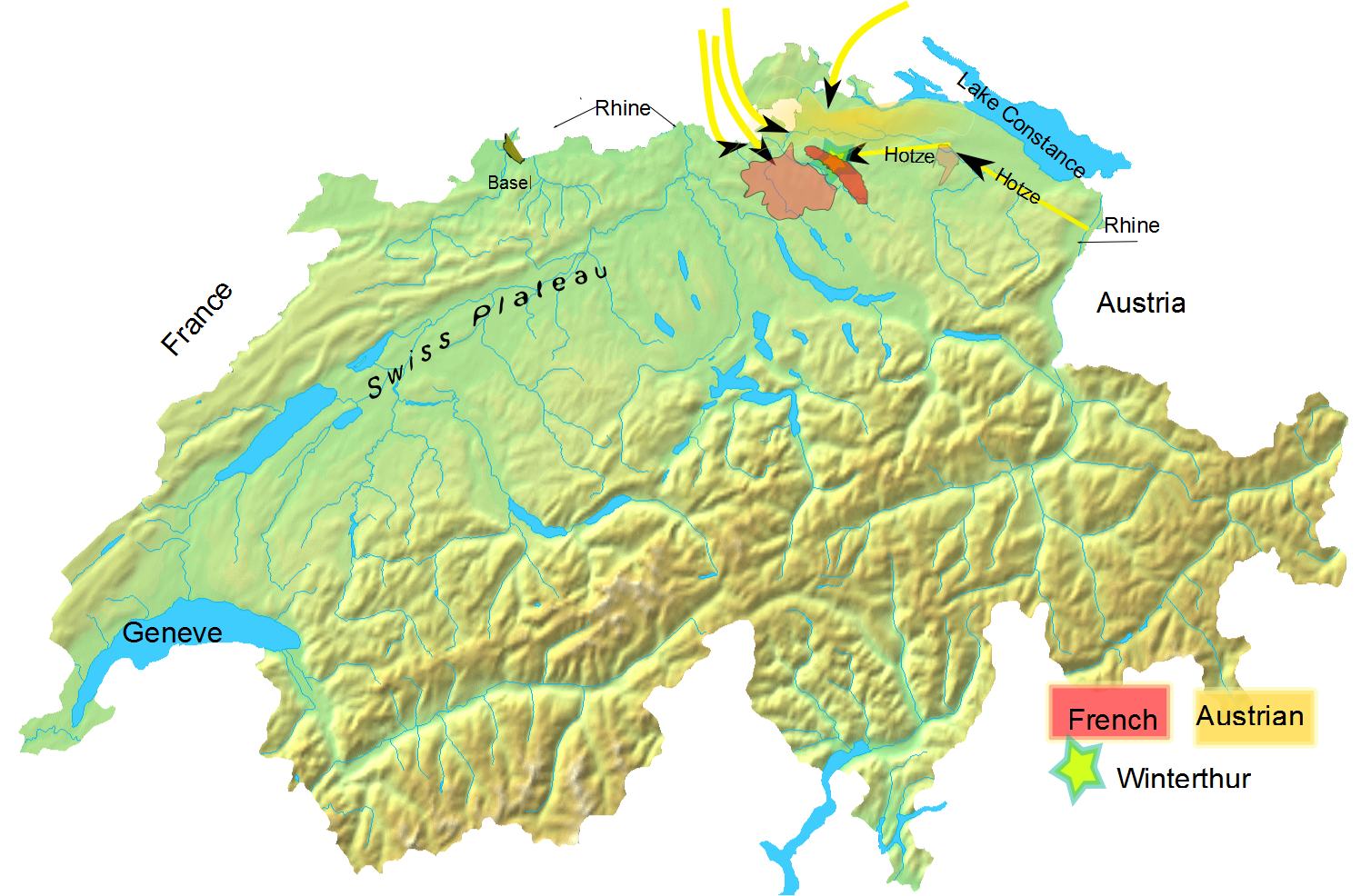
Las tropas de Hotze llegaron por la mañana a las afueras de Winterthur e inmediatamente atacaron la posición de Ney. Por la tarde, sus tropas se habían unido a las de Nauendorf y el archiduque Carlos, marcadas en amarillo.

Al unirse dos ejércitos austriacos durante la batalla de Frauenfeld dos días antes; Masséna envió al recién ascendido General de División Michel Ney y parte del Ejército del Danubio a Winterthur el 27 de mayo para detener el avance austríaco desde el este de Suiza. Si los austriacos lograban unir el ejército de Hotze desde el este con el de Nauendorf directamente al norte de Zúrich, y el del archiduque Carlos que se encontraba al norte y al oeste, los franceses estarían peligrosamente cercados en Zúrich.
En la mañana del 27 de mayo, Hotze reunió su fuerza en tres columnas y marchó hacia Winterthur. Frente a él, Michel Ney desplegó su fuerza alrededor de las alturas, el llamado Ober-Winterthur, un anillo de colinas bajas de unos 6 kilómetros al norte de la ciudad. El comandante general de la línea de avanzada, Jean Victor Tharreau, había informado a Ney que enviaría la división de Jean-de-Dieu Soult para apoyarlo; Ney entendió que esto significaba que debía hacer una parada a lo largo de toda la línea del puesto de avanzada y que no estaría aislado. Esperaba que su pequeña fuerza recibiera refuerzos de la división de Soult. En consecuencia, Ney ordenó a la brigada más débil, bajo el mando de Théodore Maxime Gazan, que avanzara por un largo valle hacia Frauenfeld, y a otra brigada, bajo el mando de Dominique Mansuy Roget, a tomar la derecha, impidiendo cualquier maniobra de flanqueo austríaca.
A media mañana, la vanguardia de Hotze se había encontrado con una moderada resistencia francesa de las dos brigadas que Ney tenía a su disposición. Las tropas de avanzada austriacas invadieron rápidamente la brigada más débil y tomaron posesión de los bosques que rodeaban el pueblo de Islikon. Después de asegurar las aldeas de Gundeschwil, Schottikon, Wiesendangen y Stogen, más al oeste de Islikon, Hotze desplegó dos de sus columnas de cara al frente francés, mientras que una tercera se inclinó hacia la derecha francesa, algo que Ney esperaba que hiciera. Soult nunca apareció (más tarde fue sometido a consejo de guerra por insubordinación) y Ney retiró sus fuerzas a través de Winterthur, reagrupándose con la fuerza principal de Tharreau en las afueras de Zúrich. Un día después, la fuerza de Hotze se unió a la principal fuerza austriaca del archiduque Carlos.

#### Batallas por Zúrich
En la Primera Batalla de Zúrich, el 4-7 de junio de 1799, aproximadamente 45.000 franceses y 53.000 austríacos se enfrentaron en las llanuras de alrededor de la ciudad. En el ala izquierda, Hotze tenía 20 batallones de infantería, más artillería de apoyo y 27 escuadrones de caballería, en total, 19.000 hombres. En el ala derecha, el general Friedrich Joseph, conde de Nauendorf, comandaba otros 18.000 hombres. La batalla costó caro a ambos bandos; en el lado francés, el general de brigada Cherin murió, y en el lado austriaco, el Feldzeugmeister (general de infantería) Olivier, conde de Wallis, murió. En el lado francés, 500 hombres murieron, 800 resultaron heridos y 300 fueron capturados, del lado austriaco, 730 murieron, 1.470 fueron heridos y 2.200 capturados. Cuando los austriacos tomaron las posiciones francesas en la ciudad, capturaron más de 150 cañones. Finalmente, el general francés André Masséna cedió la ciudad a los austríacos, que estaban al mando del archiduque Carlos. Masséna se retiró más allá del río Limago, donde logró fortificar sus posiciones. La fuerza de Hotze hostigó su retirada y aseguró la costa del río. A pesar del agresivo hostigamiento de Hotze a la retirada francesa, Carlos no dio orden de perseguir la retirada; Masséna se estableció en la orilla opuesta del Limago sin amenaza de persecución por parte del cuerpo principal del ejército austríaco, para gran disgusto del oficial ruso, Alexander Ivanovich, conde Ostermann-Tolstoi.
El 14 de agosto de 1799, una fuerza rusa de 6.000 soldados de caballería, 20.000 soldados de infantería, y 1.600 cosacos, bajo el mando de Alexander Korsakov, se unieron a las fuerzas del archiduque Carlos en Schaffhausen. En una operación en conjunto, rodearían al ejército menor de André Masséna en las orillas del Limago, donde se había refugiado la primavera anterior. Para desviar este ataque, el general Claude Lecourbe atacó los puentes de pontones sobre los que los austriacos cruzaron el Rin, destruyendo la mayoría de ellos e inutilizando el resto.

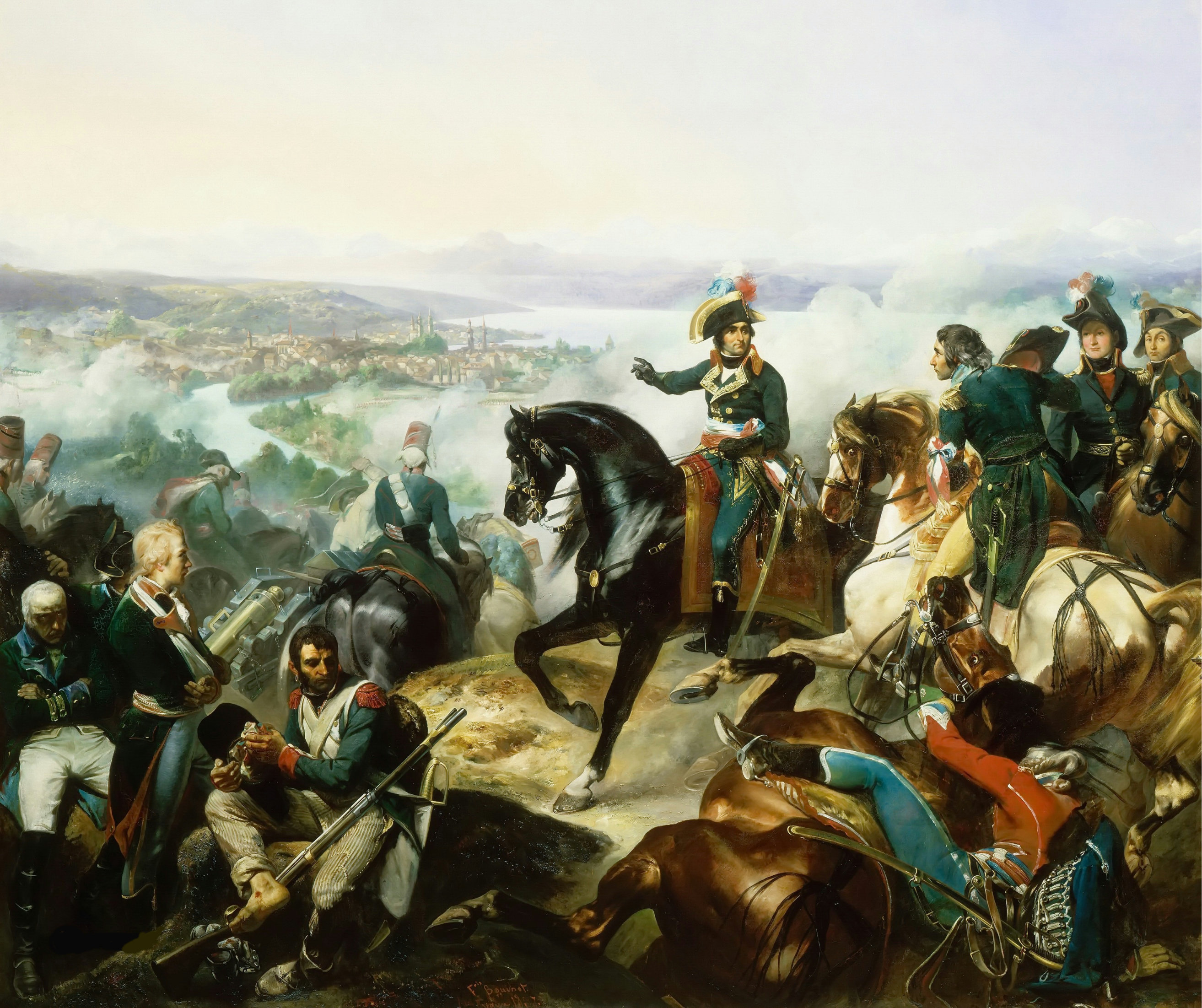
Masséna en la Segunda Batalla de Zúrich

Antes de que Carlos pudiera reagruparse, llegaron órdenes del Consejo Áúlico (el organismo imperial de Viena, encargado de la conducción de la guerra) para contradecir su plan; las tropas de Carlos iban a dejar Zúrich en las, supuestamente capaces, manos de Korsakov, y volver a cruzar el Rin y marchar hacia el norte hasta Mainz. Carlos demoró esta operación todo el tiempo que pudo, pero finalmente tuvo que ceder a las órdenes de Viena. En consecuencia, las tropas rusas bajo Korsakov reemplazaron a las tropas austriacas. Carlos retiró sus fuerzas al norte del Rin. A pesar de que la orden de volver a cruzar el Rin y marchar hacia el norte fue, finalmente, derogada, cuando llegaron tales instrucciones, ya era demasiado tarde para dar marcha atrás.
En la Segunda Batalla de Zúrich, los franceses recuperaron el control de la ciudad, junto con el resto de Suiza. De forma notable, Masséna superó a Korsakov; lo rodeó, lo engañó y luego tomó prisionero a más de la mitad de su ejército, además capturó el tren de equipajes y la mayoría de sus cañones, e infligió más de 8,000 bajas. La mayor parte de los combates tuvieron lugar en ambas orillas del Limago hasta las puertas de Zúrich, y dentro de la ciudad misma. Zúrich se había declarado neutral y se salvó de la destrucción general. El general Nicolas Oudinot comandaba las fuerzas francesas del lado derecho y el general Édouard Mortier, las de la izquierda.
El mismo día, Jean-de-Dieu Soult y unas 10.000 tropas se enfrentaron a Hotze con 8.000 soldados en la Batalla del río Linth. Soult envió a 150 voluntarios a nadar en el río en medio de la noche. La mayoría portaba un sable entre los dientes, una pistola y cartuchos atados a la cabeza; otros llevaban tambores o cornetas. Estos soldados mataron a los centinelas austriacos, invadieron un puesto de avanzada, hicieron mucho ruido para confundir y dieron la señal a la fuerza principal de Soult para que cruzara en botes. Hotze murió durante esta maniobra cuando los hombres de Soult lo sorprendieron en un reconocimiento matutino. Franz Petrasch asumió el mando, pero sus tropas fueron brutalmente golpeadas y obligadas a retirarse, siendo capturados 3.500 hombres, 25 cañones y cuatro estandartes.
Mientras Masséna y Soult atacaban a los aliados, los 21.285 rusos de Alexander Suvorov llegaron a Suiza desde Italia. En la batalla del paso de San Gotardo del 24 al 26 de septiembre, el ejército de Suvorov hizo a un lado a las 8.000 tropas de Lecourbe y llegó a Altdorf cerca del lago de Lucerna. Desde allí, Suvorov condujo a su ejército a través del paso de Kinzig con la esperanza de unirse con las otras fuerzas aliadas. En Muotathal, Suvorov finalmente se enteró de que el desastre se había apoderado de las fuerzas aliadas y que su ejército estaba abandonado. Los rusos permanecieron en San Galo a principios de octubre. Suvorov se vio obligado a llevar a sus hombres por los Alpes hasta Vorarlberg, lo que provocó pérdidas adicionales.

### Guerra civil y fin de la República

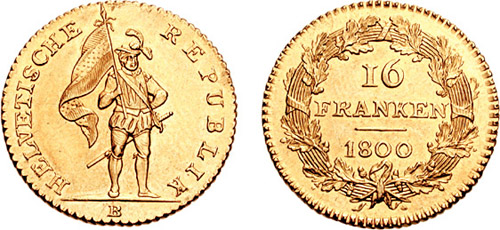
Moneda de 16 francos emitida por la República Helvética, esta es la primera moneda nacional de Suiza.

La inestabilidad en la República alcanzó su punto máximo en 1802-1803, incluyendo la guerra civil Stecklikrieg de 1802. La resistencia local y los problemas financieros llevaron al colapso de la República Helvética y su gobierno se refugió en Lausana. Debido a la inestabilidad, la República tuvo más de seis constituciones en un período de cuatro años.
En ese momento Napoleón Bonaparte, entonces primer cónsul de Francia, convocó a representantes de ambos lados a París para negociar una solución. a pesar de que los representantes federalistas eran una minoría en la conferencia de conciliación, conocida como la "Consulta Helvética"; Bonaparte caracterizó a Suiza como federal "por naturaleza" y consideró imprudente forzar otro marco constitucional.
El 19 de febrero de 1803, el Acta de Mediación restauró los cantones. Con la abolición del estado centralizado, Suiza se convirtió nuevamente en una confederación.
El período de la República Helvética sigue siendo muy controvertido en Suiza. Representa la primera vez que Suiza existe como país unificado y un paso hacia el Estado federal moderno. Por primera vez, la población se definió como suiza y no como ciudadanos de un cantón en específico. Para cantones como Vaud, Turgovia y Tesino, la República fue una época de libertad política con respecto a otros cantones. Sin embargo, la República también fue una época de dominación extranjera. Para los cantones de Berna, Schwyz y Nidwalden fue una época de derrota militar seguida de ocupación. En 1995, el Parlamento Federal decidió no celebrar el 200.º aniversario de la República Helvética, sino permitir que los cantones individuales lo celebraran si así lo deseaban.

## Acta de Mediación
La Confederación Suiza se restableció como resultado del Acta de Mediación emitida por Napoleón Bonaparte el 19 de febrero de 1803 a raíz de la Stecklikrieg. El período histórico Suizo de 1803 a 1815 se conoce como Mediación. La ley abolió la anterior República Helvética, que había existido desde la invasión de Suiza por las tropas francesas en marzo de 1798. Después de la retirada de las tropas francesas en julio de 1802, la República se derrumbó (Stecklikrieg). El Acta de Mediación fue el intento de Napoleón de conciliar el Antiguo Régimen con una República. Esta etapa intermedia de la historia de Suiza duró hasta la Restauración de 1815.
En 1803, el Acta de Mediación de Napoleón restauró parcialmente la soberanía de los cantones, y los antiguos territorios de Argovia, Turgovia, Vaud y Tesino se convirtieron en cantones con iguales derechos.
Del mismo modo, las Tres Ligas, anteriormente asociadas (Zogewandter Ort) pero no miembros de pleno derecho de la confederación, se convirtieron en el cantón de Graubünden (Los Grisones). La ciudad de San Galo, también históricamente asociada de la confederación, junto con sus propios territorios (y con los que anteriormente pertenecían a la Abadía de San Galo) se convirtió en miembro de pleno derecho como el cantón de San Galo, haciendo un total de diecinueve cantones.
Por el contrario, los territorios de Biel, Valais, el antiguo principado de Neuchâtel, el obispado de Basilea y Ginebra no pasaron a formar parte de la confederación hasta finales de la era napoleónica.

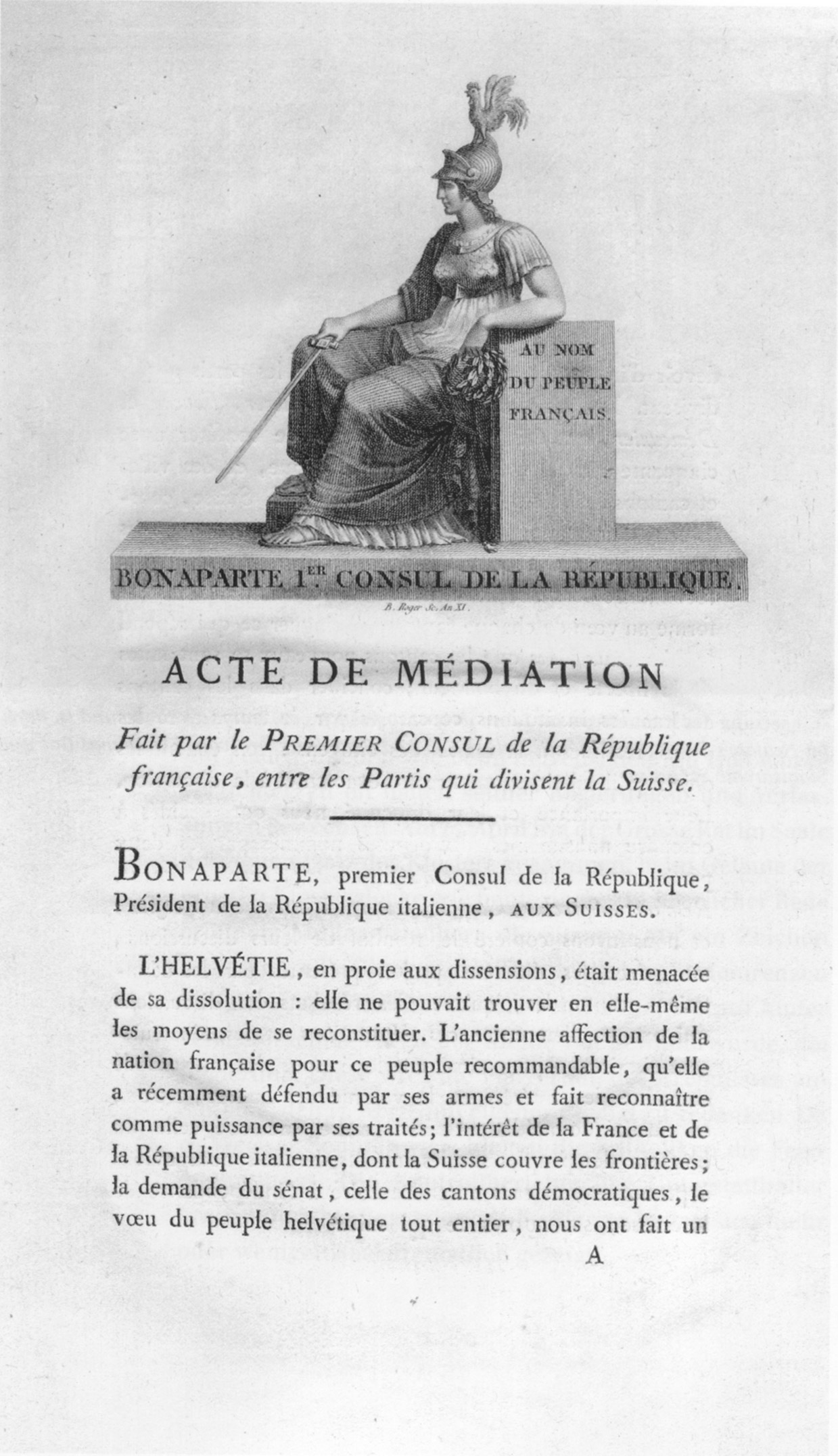
Acta de mediación, 1803

Con Napoleón actuando como mediador y declarando que el estado político natural de Suiza es una Federación, el Acta de Mediación disolvió la República Helvética y abordó muchos de los problemas que habían desgarrado a la República. Restauró los trece cantones originales de la antigua Confederación y añadió seis nuevos cantones, dos (San Galo y los Grisones) habían sido anteriormente asociados, y los otros cuatro estaban formados por tierras conquistadas en diferentes momentos: Argovia (1415), Turgovia (1460), Tesino (1440, 1500, 1512) y Vaud (1536).
El Acta de Mediación constó de diecinueve constituciones separadas para los diecinueve cantones soberanos, ordenadas alfabéticamente, seguidas de una "Acta Federal" (Acte Fédéral, págs. 101 – 109) que detallaba las obligaciones mutuas entre los cantones y las disposiciones para la Dieta Federal. En la Dieta, seis cantones que tenían una población de más de 100.000 (Berna, Zúrich, Vaud, San Galo, Graubünden y Argovia) recibieron dos votos, y los demás solo tenían uno cada uno. Las reuniones de la Dieta se celebrarían alternativamente en Friburgo, Berna, Soleura, Basilea, Zúrich y Lucerna. Las Landsgemeinden, o asambleas populares, fueron restauradas en los cantones democráticos, estando los gobiernos cantonales, en otros casos, en manos de un gran consejo (legislativo) y del pequeño consejo (ejecutivo). No habría clases privilegiadas, burgueses o tierras sometidas. Todo ciudadano suizo debía tener la libertad para moverse y establecerse en cualquier lugar de la nueva Confederación.
Sin embargo, los derechos establecidos en el Acta de Mediación comenzaron de pronto a deteriorarse. 
En 1806 el principado de Neuchâtel fue entregado al Mariscal Berthier. Tesino fue ocupada por las tropas francesas desde 1810 a 1813. También, en 1810, Valais fue ocupada y se convierte en el departamento francés de Simplón para asegurar el Paso de Simplón. La libertad de tránsito entre los Cantones fue restringido por la Dieta en 1805, para el libre tránsito ahora era un requerimiento tener 10 años de residencia, además, al cambiar de residencia se le negaban los derechos políticos en el cantón o el derecho a lucrarse con la propiedad comunal.
Tan pronto como el poder de Napoleón comenzó a flaquear (1812-1813), la posición de Suiza peligró. Los austriacos, apoyados por el partido reaccionario en Suiza, y sin ninguna resistencia real por parte de la Dieta, cruzaron la frontera el 21 de diciembre de 1813. El 29 de diciembre, bajo presión de Austria, la Dieta abolió la constitución de Napoleón de 1803.

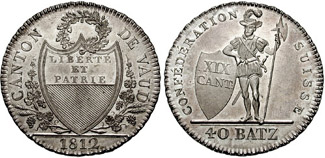
moneda de 40 Batzen de Vaud (1812)

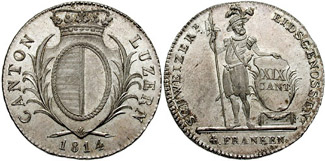
moneda de 4 Franken de Lucerna (1814)

El 6 de abril de 1814 se reunió la denominada Dieta Larga para reemplazar la constitución. La Dieta permaneció estancada hasta el 12 de septiembre, cuando Valais, Neuchâtel y Ginebra pasaron a ser miembros de pleno derecho de la Confederación. Esto aumentó el número de cantones a 22. La Dieta, sin embargo, hizo pocos progresos hasta el Congreso de Viena.

## Restauración
El 20 de marzo de 1815, Berna recibió la ciudad de Biel/Bienne y gran parte de la tierra que había sido propiedad del obispado de Basilea como compensación por el territorio perdido durante la Dieta Larga. La Valtellina, anteriormente propiedad de Graubunden, fue cedida a Austria. Muhlhausen (Mulhouse en francés) quedó como parte de Francia.
El 7 de agosto de 1815 entró en vigor el Tratado Federal y todos los cantones, excepto Nidwalden, juraron la nueva constitución. Nidwalden sólo aceptó bajo presión de la fuerza militar el 30 de agosto y como castigo perdió Engelberg ante Obwalden. Con la nueva constitución se reconocieron plenamente los derechos soberanos de cada cantón, y se hizo un retorno a las líneas de la antigua constitución, aunque no habría tierras sometidas, y los derechos políticos no debían ser privilegio exclusivo de ninguna clase de ciudadanos. Cada cantón tenía un voto en la Dieta, donde la mayoría absoluta debía decidir todos los asuntos, excepto los asuntos exteriores, donde se requería una mayoría de tres cuartos.